# Tachina kolomietzi
Tachina kolomietzi är en tvåvingeart som beskrevs av Zimin 1967. Tachina kolomietzi ingår i släktet Tachina och familjen parasitflugor. Inga underarter finns listade i Catalogue of Life.